# Szent arkangyalok templom (Kötelesmező)
A kötelesmezői Szent arkangyalok templom műemlékké nyilvánított épület Romániában, Máramaros megyében. A romániai műemlékek jegyzékében az  MM-II-m-B-04786 sorszámon szerepel.